# Casamento de Vitória, Princesa Herdeira da Suécia, e Daniel Westling
O casamento real entre a princesa Vitória, Princesa Herdeira da Suécia e Daniel Westling ocorreu em 19 de junho de 2010 na Catedral de São Nicolau de Estocolmo. Foi descrito como "o maior casamento real da Europa desde que o príncipe Charles, Príncipe de Gales se casou com a Lady Diana Spencer em 1981".
O noivo após o casamento, passou a ter o título de "Sua Alteza Real o Príncipe Daniel, Duque da Gotalândia Ocidental".

## Namoro e anúncio do casamento

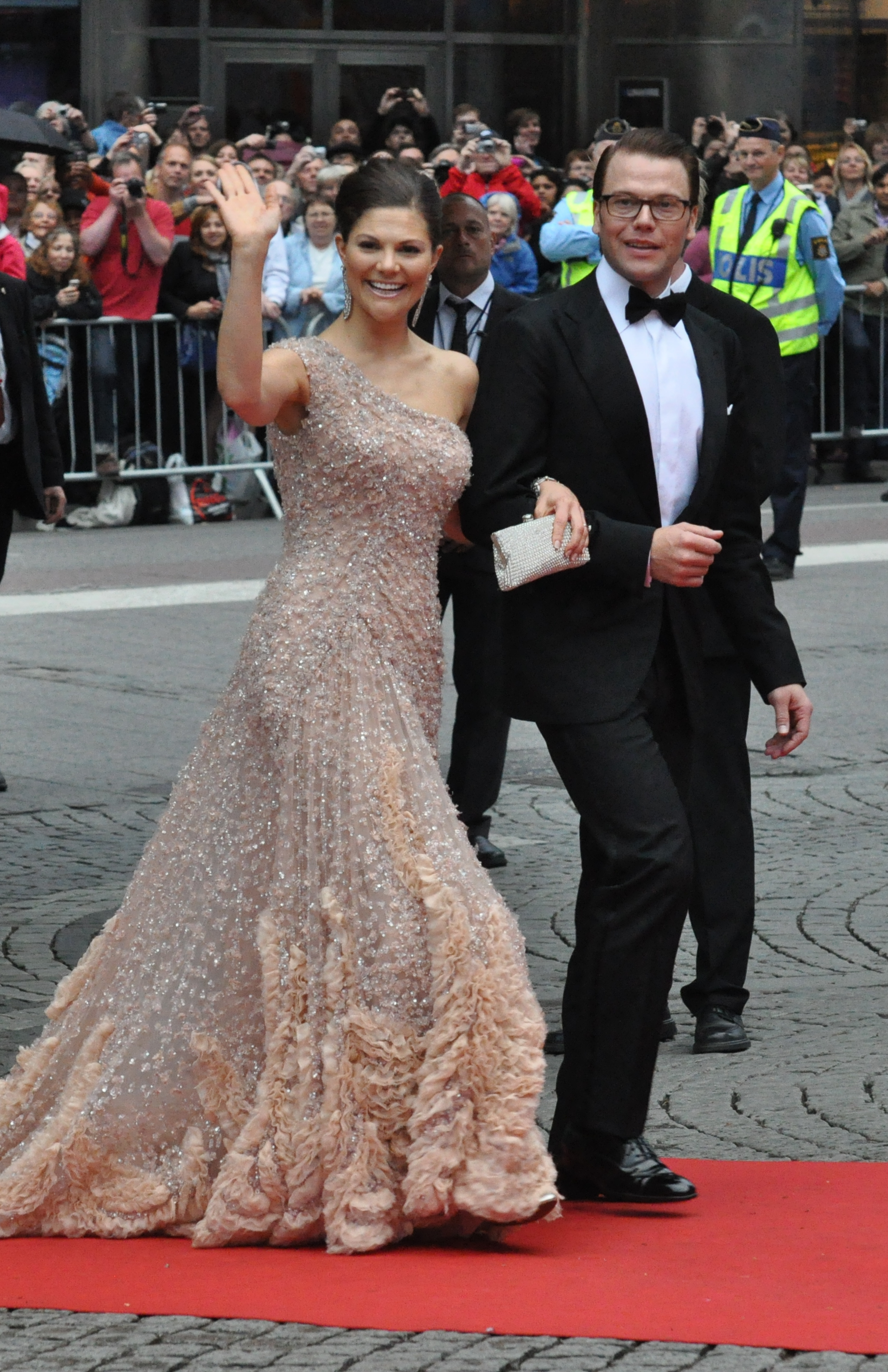
A princesa Vitória, Princesa Herdeira da Suécia e Daniel Westling no Concerto de Gala oferecido aos noivos pelo Parlamento da Suécia, no Stockholm Concert Hall, um dia antes do casamento.

A princesa Vitória é a primeira filha e a herdeira aparente do Rei Carlos XVI Gustavo e da Rainha consorte Sílvia da Suécia. Como a primogênita da família, ela foi designada oficialmente como a legítima "Princesa Herdeira da Suécia" em 1979, estando na linha de sucessão ao trono sueco à frente de seu irmão mais novo, o príncipe Carlos Filipe, Duque da Varmlândia após uma mudança constitucional. 
O Daniel Westling era personal trainer de Vitória em sua academia de ginástica. Em julho de 2002, ambos foram fotografados aos beijos pela primeira vez numa festa de aniversário de Caroline Kreuger, amiga íntima da princesa.

### Noivado
O noivado de Daniel e Victoria foi anunciado oficialmente em 24 de fevereiro de 2009. O casamento foi agendado para acontecer na Catedral de Estocolmo em 19 de junho de 2010. A data do 34º aniversário de casamento dos pais de Vitória foi a escolhida. O ano de 2010 também marca o 200º ano desde que Jean Baptiste e Jules Bernadotte, de quem descende da casa real da Suécia, tornaram-se herdeiros do trono.

## Preparação e finanças
Em 17 de setembro de 2009, a paróquia da Catedral de Estocolmo anunciou que haveria uma restauração da Catedral de Estocolmo, durante o período de Janeiro a Abril de 2010, e custa 12,40 milhões de coroas suecas. O casamento em si custou cerca de 20 milhões de coroas suecas e foi pago metade pela família real sueca e outra metade pelo Governo Sueco com o dinheiro dos impostos.

## Celebrações

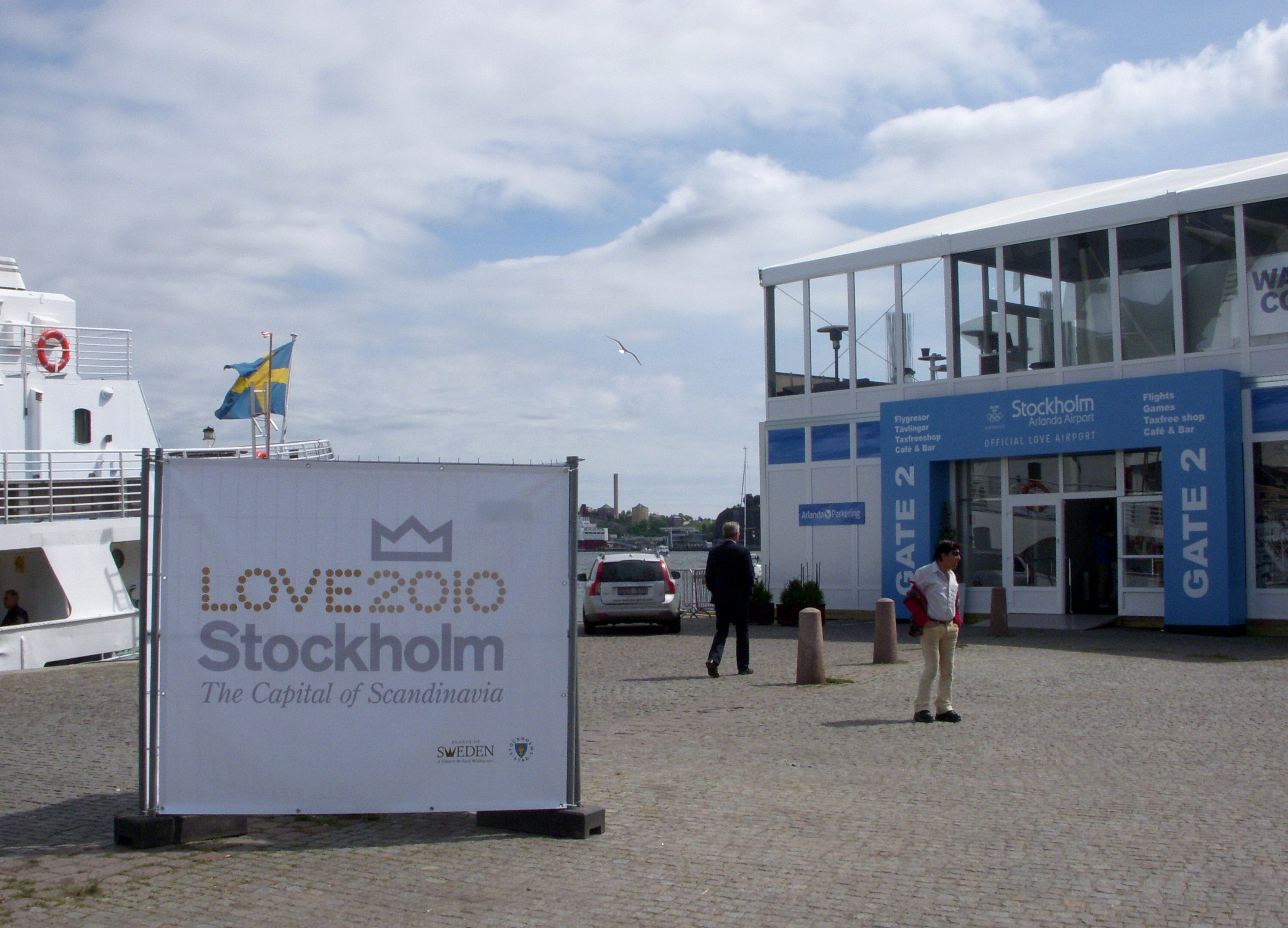
"Estocolomo a cidade do amor 2010", frase de Skeppsbron

Em 24 de novembro de 2009, foi decidido que o Dia Nacional Sueco no dia 6 de Junho, e a data do Casamento Real a 19 de Junho seriam os dias de amor de Estocolmo. Estes dois dias foram celebrados com festas para os moradores e visitantes, com música, arte, cultura, banquetes, design e história. 
Em 18 de junho, o Parlamento da Suécia honrou o casal com um Concerto de Gala no Stockholm Concert Hall. Na gala estiveram os seguintes artistas: Malena Ernman, Helen Sjöholm e Peter Jöback. A famosa banda sueca Roxette reuniu-se no palco e cantou a sua canção "The Look".

## Cerimônia do Casamento

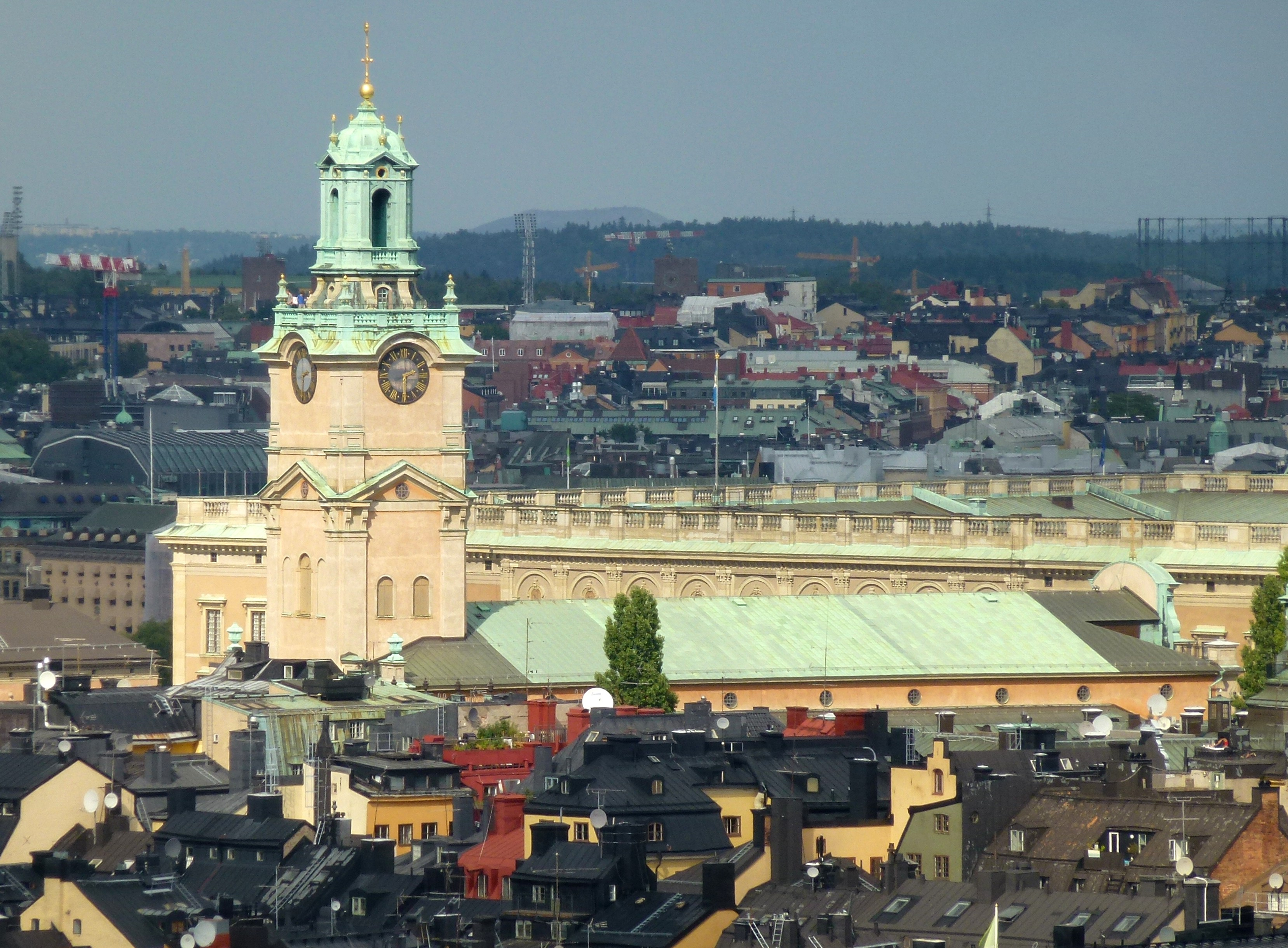
A Catedral de Estocolmo onde se realizou a cerimónia do casamento.

A cerimônia do casamento começou às 15:30, hora local, na Catedral de Estocolmo, com cerca de 1.100 convidados presentes. A música na cerimónia foi presidida por Gustaf Sjökvist, organista da corte e organista para a paróquia da Catedral de Estocolmo. Ele também foi responsável pela música durante o casamento dos pais de Vitória em 1976.
O serviço foi realizado por Anders Wejryd, Arcebispo de Upsália. Foi assistido por Lars-Göran Lönnermark, capelão do chefe do tribunal real e a Dra. Antje Jackelén, Bispo de Lund. A música grande do casamento foi cantada por Åke Bonnier, reitor da Catedral e da Corte Real.
O vestido de Vitória foi desenhado pelo designer sueco Pär Engsheden. O vestido branco de cetim duquesa teve um longo véu de cinco metros. 
A primeira música que foi tocada na cerimónia, foi escrita por Karin Rehnqvist especialmente para o casal, como um presente da Academia Real de música.
Victoria andou pelo corredor com o seu pai, que, em seguida, a entregou a Daniel. O casal de noivos, em seguida, situou-se em frente do Arcebispo, que lhes falou sobre a importância de se apoiarem em todos os momentos do casamento. Depois de Vitória e Daniel terem sido pronunciados, marido e mulher, os cantores suecos Agnes Carlsson e Björn Skifs terminaram a cerimônia com uma música intitulada: "When You Tell the World You're Mine", escrita especialmente para os noivos. Victoria e Daniel passaram sob espadas cruzadas à saída da catedral.

### Debate sobre o fato de o Rei ter entrado na Catedral com a noiva
O casal queria que o rei levasse a princesa para o altar e lá a entregasse ao noivo. Isso criou um debate público na Suécia, porque é contrário aos costumes estabelecidos pela Igreja da Suécia, onde os noivos sobem ao altar juntos. A crítica do clero considerou que o simbolismo em entregar a noiva do pai para o noivo reflete as normas sociais reacionárias, como se uma mulher solteira fosse propriedade do seu pai. O Palácio Real de Estocolmo defendeu a entrega da noiva com as afirmações, de que o rei transmite ao herdeiro do trono que as mãos dela sobre um homem que foi aceite. No final foi um compromisso alcançado, com o rei a entrega a princesa para o seu noivo antes de chegarem ao altar.

## Damas de honra e pajens
Para a cerimônia religiosa, foram escolhidas algumas damas de honra e pajens com laços próximos aos noivos. São eles:

### Damas de honra
- SAR a princesa Ingrid Alexandra da Noruega, filha herdeira do príncipe Haakon, Príncipe Herdeiro da Noruega, e de sua esposa, a princesa Mette-Marit, Princesa Herdeira da Noruega; uma afilhada da noiva.
- SAR a princesa Catarina Amália dos Países Baixos, filha herdeira do até então príncipe Guilherme Alexandre, Príncipe de Orange e a consorte Máxima, Princesa de Orange.
- Baronesa Madeleine von Dincklage, filha de Sibylla Louise Ambler e o barão Henning von Dincklage, ela é uma neta por parte de mãe da princesaMargarida da Suécia; sendo assim uma prima em segundo grau e afilhada da noiva.
- Senhorita Giulia de Toledo Sommerlath, uma prima em segundo grau da noiva.
- Senhorita Vivien Nadine Sommerlath, filha de seu primo materno, Jörg Sommerlath; uma prima materna da noiva e uma afilhada da noiva.
- Senhorita Hedvig Blom, sobrinha do noivo
- Senhorita Vera Blom, sobrinha do noivo

### Pajens
- SAR o príncipe Cristiano da Dinamarca, filho e herdeiro do príncipe Frederico, Príncipe Herdeiro da Dinamarca e a Maria, Princesa Herdeira da Dinamarca; um afilhado da noiva.

## Tiara

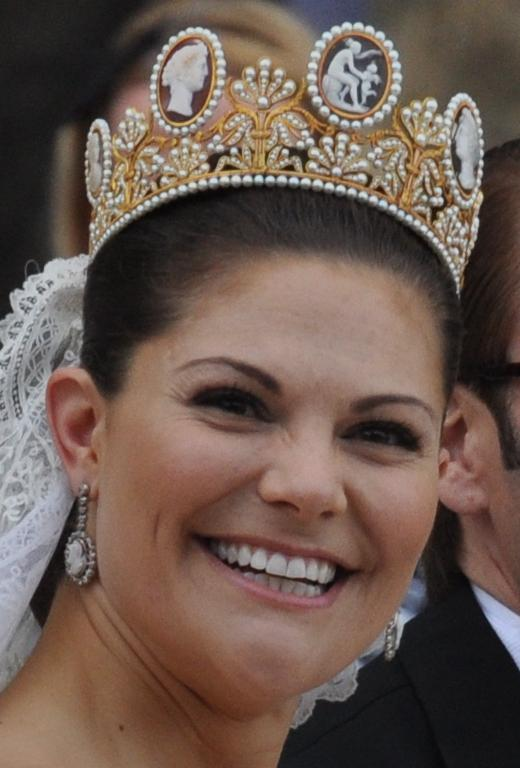
A Princesa Vitória usou a tiara camafeu no dia do seu casamento em 2010.

A princesa Victoria usou no dia do seu casamento a tiara camafeu, uma jóia muito antiga que está na família real sueca há muitos séculos.
A tiara de camafeus da Coroa Sueca foi feita para a imperatriz consorte Josefina de Beauharnais, esposa de Napoleão Bonaparte, pelo joalheiro francês Marie Etienne Nitot, em 1811. A tiara fez parte do dote de sua neta a princesa Josefina de Leuchtenberg, quando ela se casou com o rei Óscar I da Suécia. Pertenceu sucessivamente a todas as rainhas da Suécia até chegar à princesa Sibila de Saxe-Coburgo-Gota, avó paterna da noiva. As suas filhas Brígida, Desirée e Cristina usaram esta tiara em seus matrimônios, assim como a sua nora a atual rainha consorte Sílvia da Suécia. Criou-se uma nova tradição.

## Passeio de carruagem pelas ruas de Estocolmo
Depois da cerimônia os noivos passearam de carruagem pelas ruas da cidade de Estocolmo. No caminho eles passaram por vinte bandas, dezenove dos quais eram militares. Vitória e Daniel entraram numa barcaça real sobre as águas de Estocolmo; Estima-se que a Barco foi o mesmo que foi usado pelos pais de Vitória, o Rei Carlos XVI Gustavo da Suécia e a Rainha Sílvia da Suécia, durante o seu casamento em 1976. Estima-se que 20 500.000 pessoas reuniram-se para assistir ao desfile de carruagem, que foi de quase sete quilômetros. 18 caças voaram no céu quando o barco se aproximou do seu lugar de desembarque no Palácio Real de Estocolmo, onde o banquete de casamento foi mais tarde realizado.
O casamento de Victoria e Daniel foi o maior evento que já foi transmitido na televisão sueca, de acordo com a Sveriges Television.

## Comemorações

### Banquete do casamento

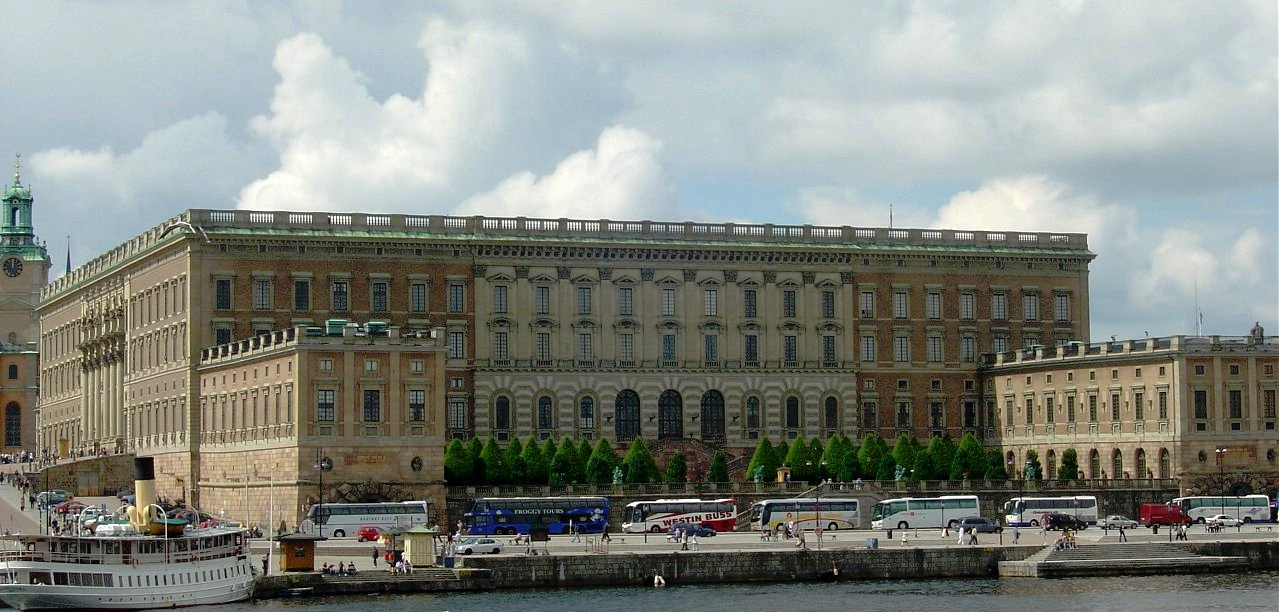
O Palácio Real de Estocolmo, onde se realizou o banquete do casamento.

O banquete de casamento foi realizado na noite do dia do casamento, no salão de estado no Palácio Real de Estocolmo, o melhor salão cerimonial. O salão foi renovado para a ocasião. 98 dos quase 600 convidados foram acomodados na mesa principal. Flores rosa e brancas foram espalhadas sobre as decorações de mesa, que incluíam candelabros de prateado e prata bowls. Nos lugares de honra estavam o casal de noivos, o Rei Carlos XVI Gustavo da Suécia, a Rainha Sílvia da Suécia e o Senhor e a Senhora Westling, o irmão da Rainha, Ralf de Toledo Sommerlath, o tio do Rei o Conde Carl Johan Bernadotte af Wisborg, Margarida II da Dinamarca, Beatriz dos Países Baixos, Haroldo V da Noruega, Alberto II da Bélgica, o Tarja Halonen (Presidente da Finlândia) e o arcebispo de Upsália Anders Wejryd.

### Baile de gala
Depois do banquete, Victoria da Suécia e o Príncipe Daniel escolheram uma valsa clássica para a sua primeira dança como marido e mulher. Os recém-casados deram uma lição na pista de dança. Rítmica e aparentemente muito tranquilos executaram passos perfeitos e precisos no início de uma valsa que terminou com o estilo romântico. Enquanto isso, o casal rodeado dançarinos vestidos com trajes tradicionais tipicamente suecos que fizeram um círculo em torno deles, enquanto eles davam as mãos.
Mais tarde juntaram-se à dança os respectivos pais da noiva e do noivo. O rei Carlos XVI Gustavo da Suécia dançou com Ewa Westling, e a rainha consorte Sílvia da Suécia dançou com Olle Westling.
Pouco depois da meia noite, os convidados puderam-se juntar ao grupo de dançarinos. A festa continuou pela noite dentro. A noite foi animada pelo Coro Romeu e Julieta, a Orquestra Filarmónica Real de Estocolmo, dirigida por Gustavo Sjökvist, grupos de Roxette, Cotton Club e Carola.

## Lista de convidados

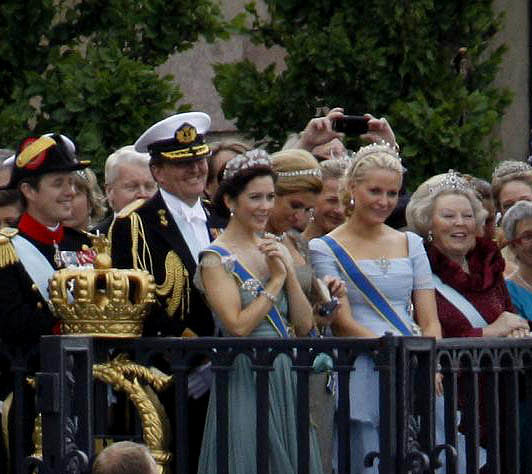
Alguns dos convidados da realeza

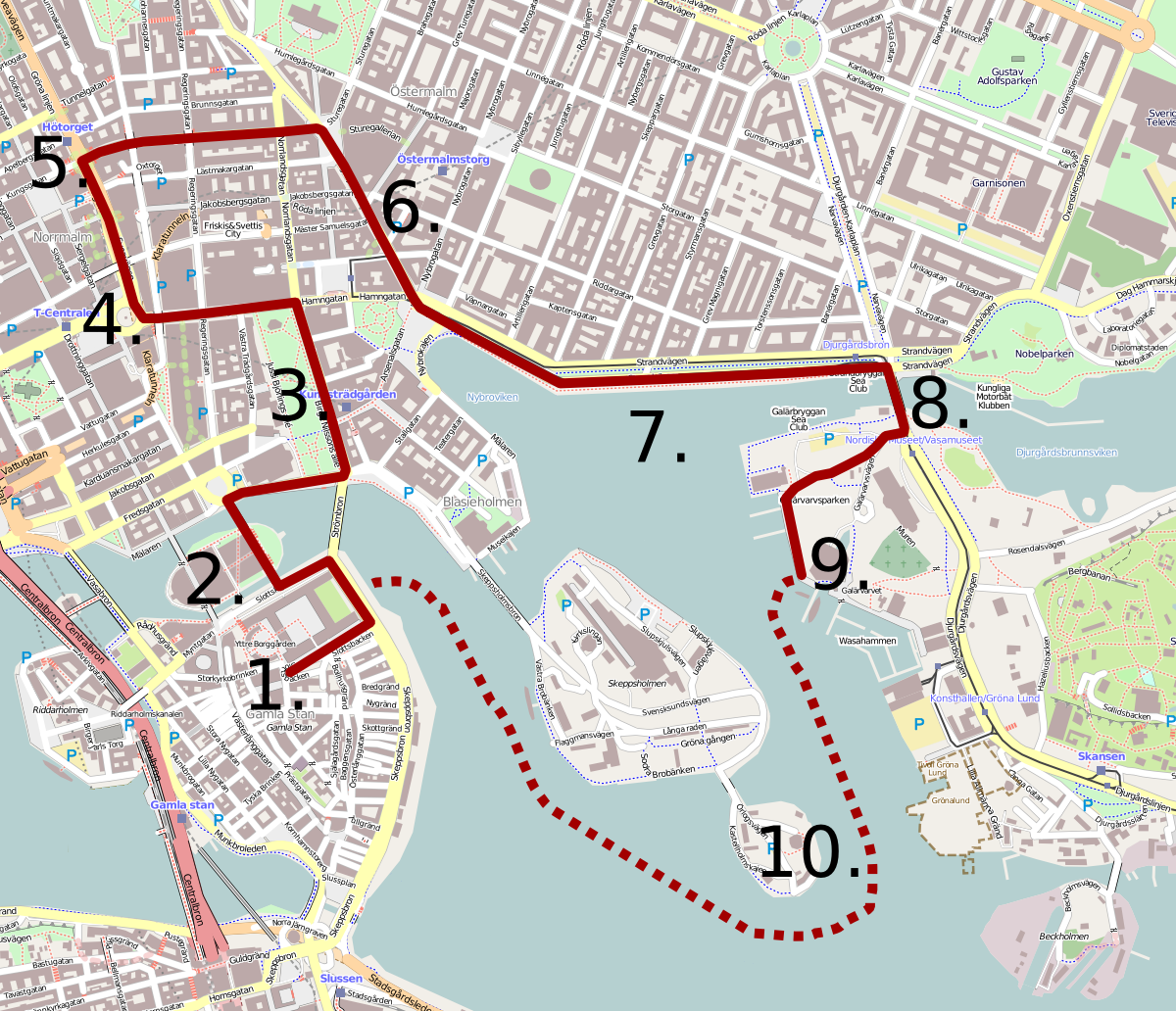
Mapa detalhado da procissão de casamento através de Stockholm. 1: Storkyrkan, 2: Helgeandsholmen, 3: Kungsträdgården, 4: Sergels torg, 5: Stockholm Concert Hall, 6: Birger Jarlsgatan, 7: Strandvägen, 8: Djurgårdsbron, 9: Museu do Vasa, 10: Kastellholmen.

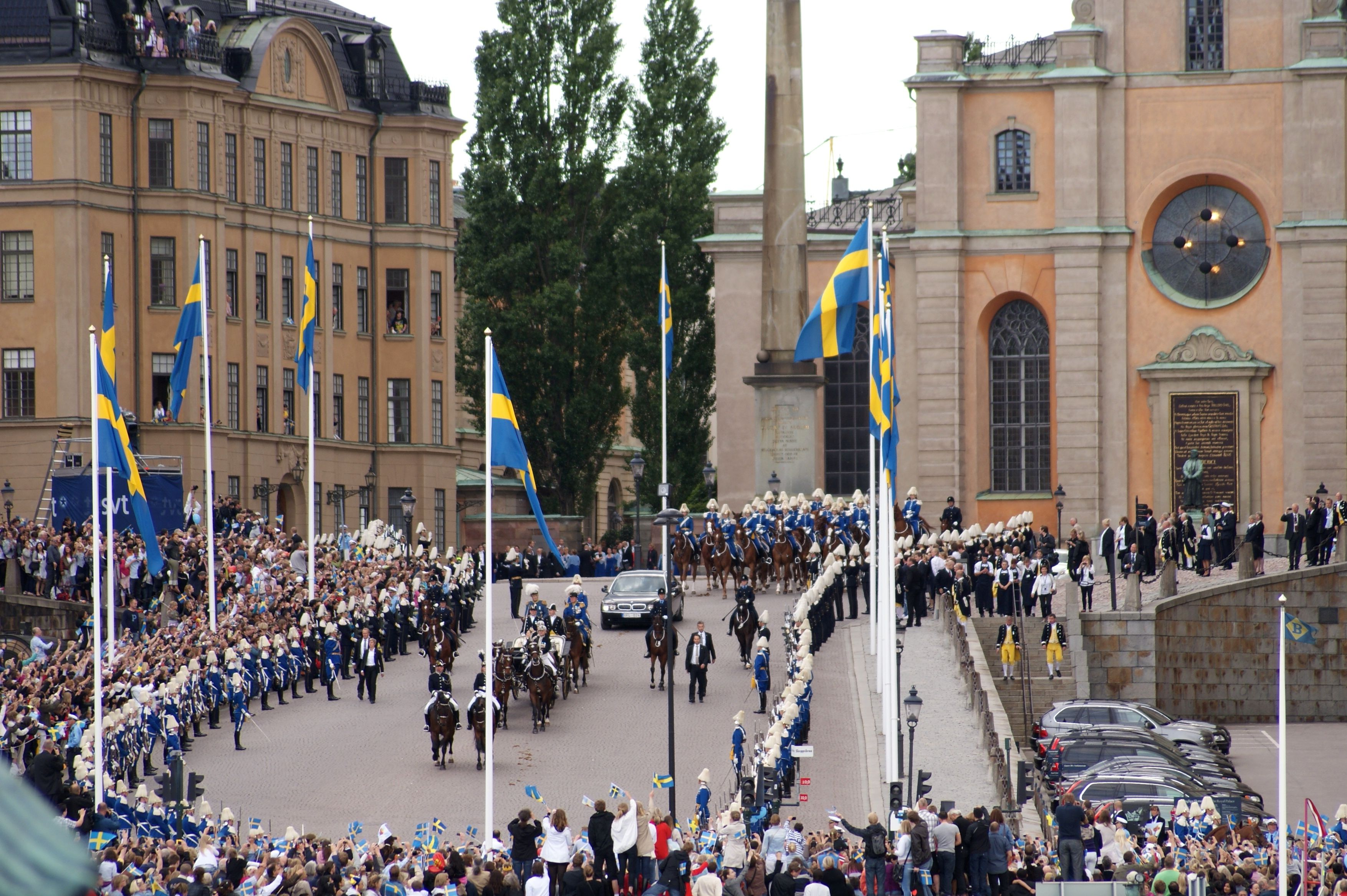
O passeio de carruagem, passando por uma grande multidão de pessoas em Slottsbacken.

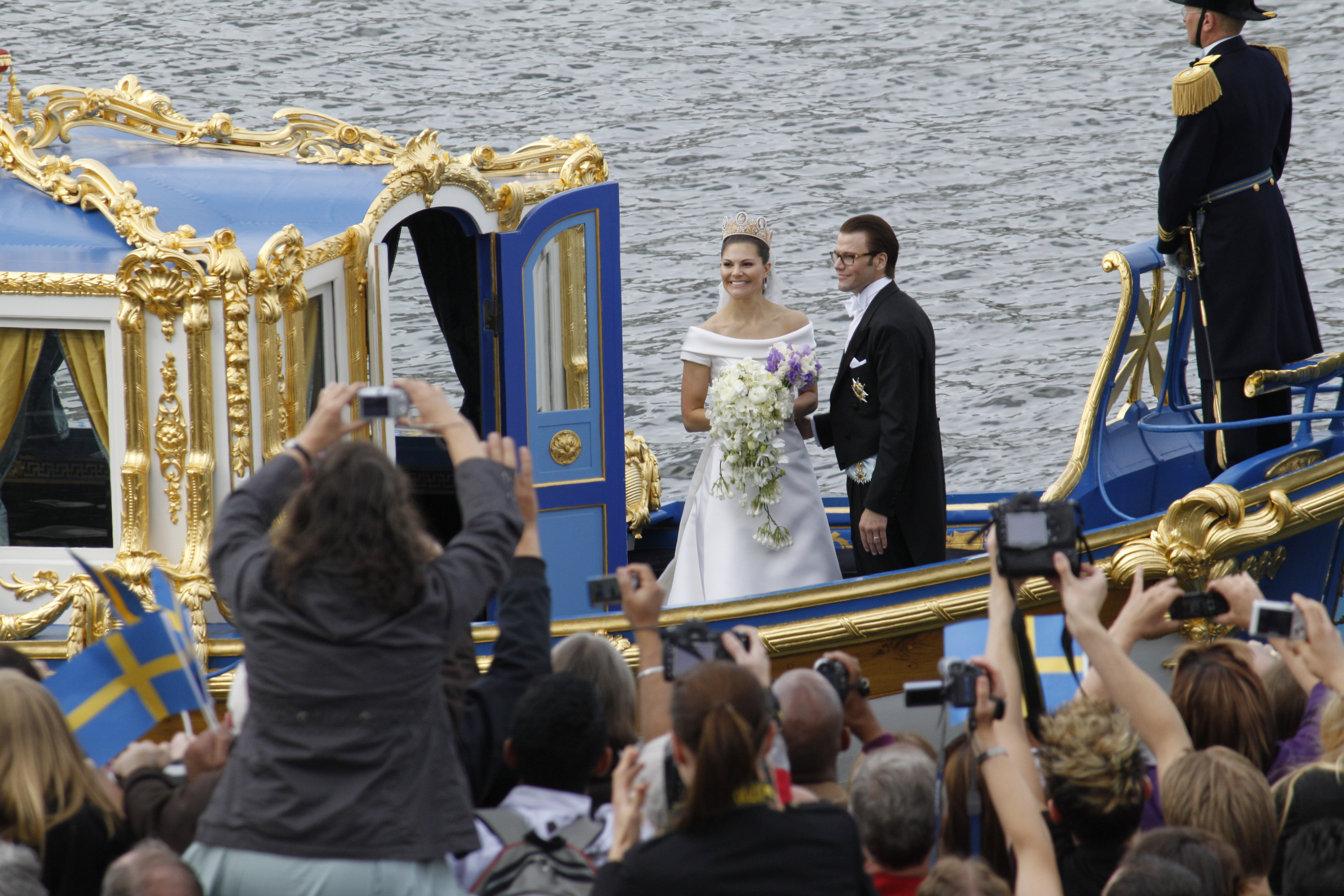
O Casal Real recém-casado passeando no barco Vasaorden pelas águas de Estocolmo para saudar a Marinha da Suécia

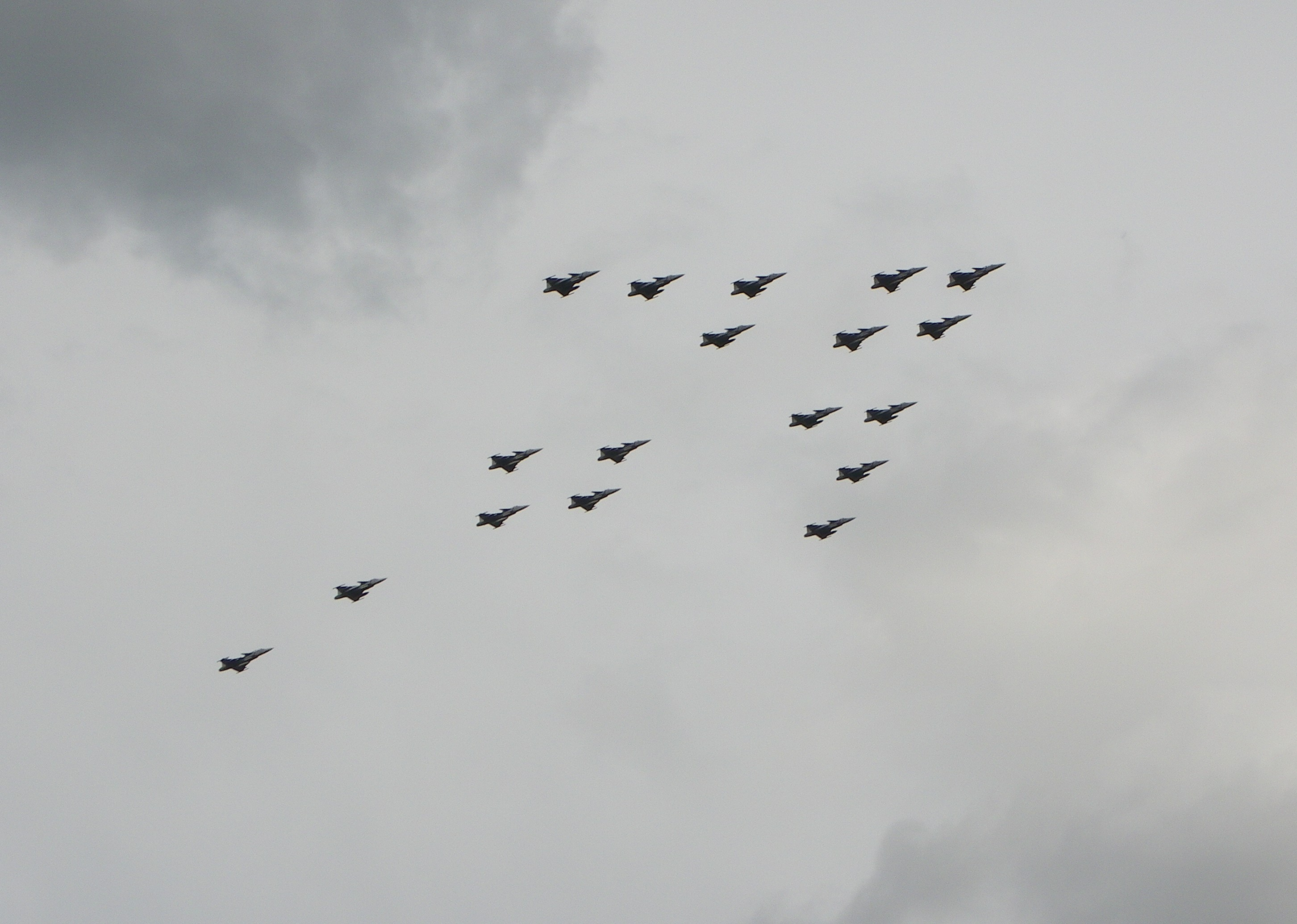
Os Aviões JAS 39 Gripen, voando sobre Estocolmo

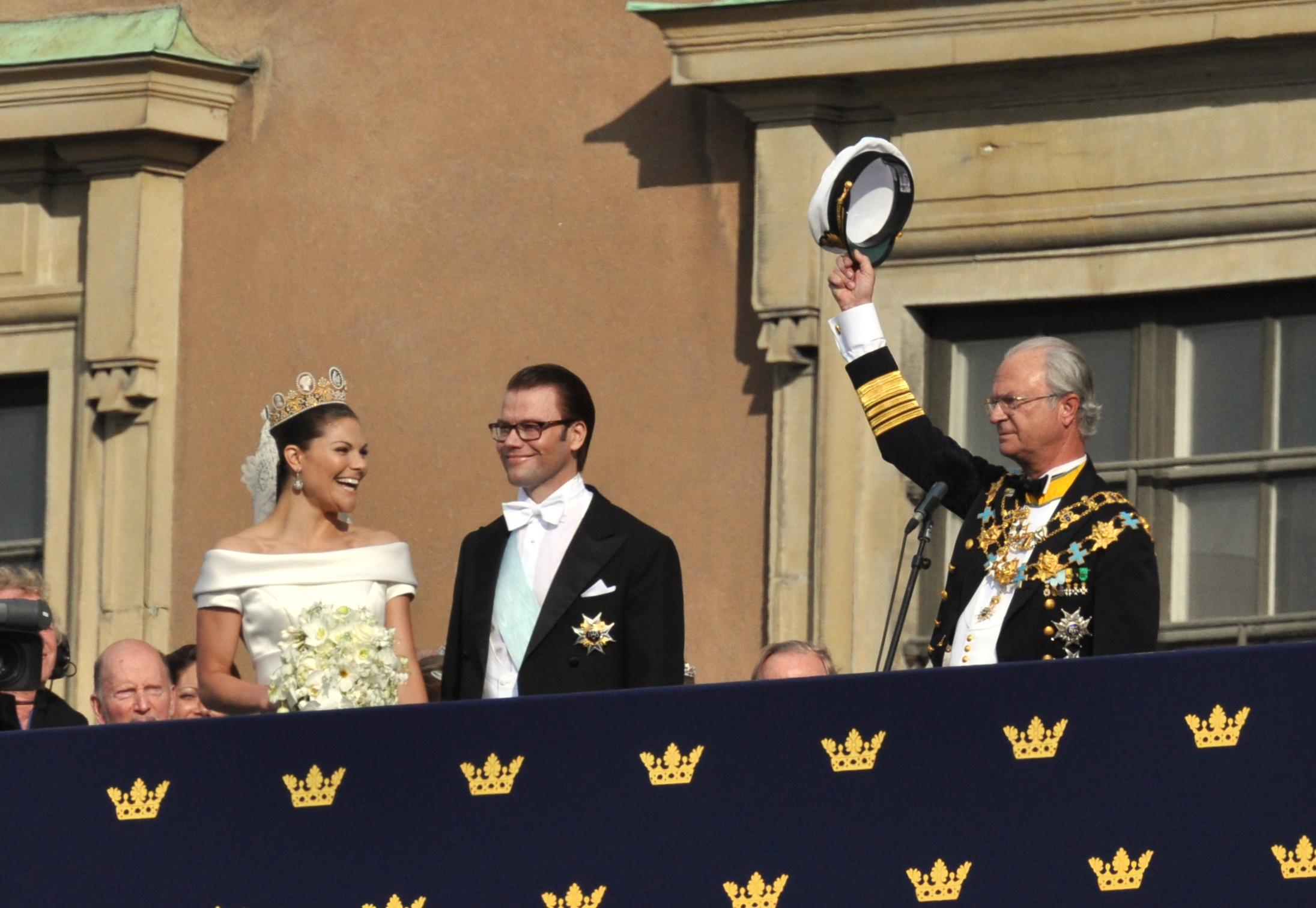
O Rei Carlos Gustavo da Suécia e os noivos no terraço do Palácio Real de Estocolmo a suadar o povo sueco.

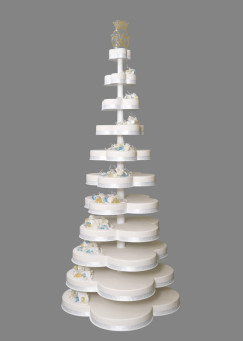
O bolo dos noivos.

### Família Real Sueca
- Carlos XVI Gustavo e Sílvia da Suécia (pais da noiva)
  - Carlos Filipe, Duque de Varmlândia (irmão da noiva)
  - Madalena, Duquesa da Helsíngia e Gestrícia (irmã da noiva)
- Princesa Margarida, Sra. Ambler (tia da noiva)
  - Baronesa Sybilla von Dincklage
    - Baronesa Madeleine von Dincklage

  - James Ambler e Ursula Ambler
  - Edward Ambler e Helen Ambler
- Princesa Brígida da Suécia e Hohenzollern e João Jorge de Hohenzollern (tios da noiva)
  - Carlos Cristiano e Nicole de Hohenzollern
  - Désirée, Condessa von Bohlen und Halbach e Conde Eckbert von Bohlen und Halbach
  - Hubertus e Ute Maria de Hohenzollern
- Princesa Desidéria, Baronesa Silfverschiöld e Barão Nils August Silfverschiöld (tios da noiva)
  - Barão Carl e Baronesa Maria Silfverschiöld
  - Baronesa Kristina-Louisa de Ger e Barão Hans de Geer
    - Barão Ian De Geer

  - Baronesa Helene Silfverschiöld
- Princesa Cristina, Sra. Magnunson e Tord Magnuson (tios da noiva)
  - Gustaf Magnuson
  - Oscar Magnuson e Emma Ledent
  - Victor Magnuson e Frida Bergström
- Condessa Marianne Bernadotte de Wisborg (tia-avó da noiva)
  - Conde Michael e Condessa Christine Bernadotte de Wisborg
    - Condessa Kajsa Bernadotte de Wisborg
- Conde Carlos João e Condessa Gunnila Bernadotte de Wisborg (tio-avós da noiva)

### Família da Rainha
- Ralf e Charlotte de Toledo Sommerlath
- Carmita e Pierre Baudinet
- Thibault Radigues de Chennevière
- Chloé Radigues de Chennevière
- Thomas de Toledo Sommerlath e Fröken Bettina Aussems
- Tim de Toledo Sommerlath
- Philip de Toledo Sommerlath
- Susanne de Toledo Sommerlath
- Giulia de Toledo Sommerlath
- Walther e Ingrid Sommerlath
- Sophie Pihut-Sommerlath
- Patrick Sommerlath e Maline Luengo
- Leopold Lundén Sommerlath
- Camilla Lundén
- Helena Christina Sommerlath
- Vivien Nadine Sommerlath
- Carlos Augusto e Anna Luiza de Toledo Ferreira
- Maria Virginia Braga Leardi e Eduardo Longo
- Luiz e Maria Fernanda Machado de Melo
- Vera Quagliato
- Carlos M. Quagliato
- Pedro Ferreira

### Família Westling
- Olle Westling e Ewa Westling (pais do noivo)
  - Anna e Mikael Söderström (irmã e cunhado do noivo)
- Hedvig Blom
- Vera Blom
- Olle e Anita Henriksson
- Tommy Henriksson
- Hans Henriksson
- Nils e Ann-Catrin Westling
- Andreas e Amanda Tegnér
- Frida Westling
- Sara Westling
- Hasse e Anna-Britta Åström
- Hans Åström e Helena Olsson
- Anders Åström e Kety Lund
- Anna-Karin Åström e Christer Wigren
- Erik e Birgitta Westling
- Ove e Yvonne Westling
- Bo e Carina Westling
- Per e Rose-Marie Westling

### Realeza Reinante
Bélgica:
- Alberto II e Paula da Bélgica
  - Filipe, Duque de Brabante e Matilde, Duquesa de Brabante
  - Astrid, Arquiduquesa da Áustria-Este e Lorenz, Arquiduque da Áustria-Este
  - Lourenço e Claire da Bélgica

Dinamarca:
- Margarida II e Henrique, Príncipe Consorte da Dinamarca
  - Frederico, Príncipe Herdeiro da Dinamarca e Maria, Princesa Herdeira da Dinamarca
    - Cristiano da Dinamarca (pajem)
- Benedita, Princesa de Sayn-Wittgenstein-Berleburg e Ricardo, Príncipe de Sayn-Wittgenstein-Berleburg
  - Gustavo, Príncipe Hereditário de Sayn-Wittgenstein-Berleburg e Carina Axelsson
  - Alexandra, Condessa Jefferson von Pfeil und Klein-Ellguth e Conde Jefferson von Pfeil und Klein-Ellguth
  - Natália de Sayn-Wittgenstein-Berleburg

Espanha:
- Sofia de Espanha
  - Felipe, Príncipe das Astúrias e Letícia, Princesa das Astúrias
  - Elena, Duquesa de Lugo
  - Cristina, Duquesa de Palma de Mallorca e Iñaki, Duque de Palma de Mallorca

Japão:
- Príncipe Naruhito, Príncipe Herdeiro do Japão,

Jordânia:
- Abdullah II e Rania da Jordânia
  - Iman da Jordânia
- Ali e Rym da Jordânia
- El Hassan e Sarvath da Jordânia
  - Rashid da Jordânia
- Noor da Jordânia

Liechtenstein:
- Aloísio, Príncipe Herdeiro de Liechtenstein e Sofia, Princesa Herdeira do Liechtenstein

Luxemburgo:
- Henrique, Grão-Duque de Luxemburgo e Maria Teresa, Grã-Duquesa de Luxemburgo
  - Guilherme, Grão-Duque Herdeiro de Luxemburgo
  - Félix de Luxemburgo

Mónaco:
- Alberto II, Príncipe de Mônaco e Charlene Wittstock

Noruega:
- Haroldo V e Sônia da Noruega
  - Haakon, Príncipe Herdeiro da Noruega e Mette-Marit, Princesa Herdeira da Noruega
  - Marta Luísa da Noruega e Ari Behn

Países Baixos:
- Rainha Beatriz dos Países Baixos
  - Guilherme Alexandre, Príncipe de Orange e Máxima, Princesa de Orange
    - Princesa Catarina Amália dos Países Baixos

  - Constantino e Laurentina dos Países Baixos
  - Friso e Mabel de Orange-Nassau

Reino Unido:
- Eduardo, Conde de Wessex e Sofia, Condessa de Wessex

### Realeza Não Reinante
Baviera:
- Príncipe Manuel da Baviera e Princesa Anna von Bayern da Baviera

Saxe-Coburgo-Gota:
- Umberto Miguel, Príncipe Hereditário de Saxe-Coburgo-Gota e Kelly, Princesa Hereditária de Saxe-Coburgo Gota

Bulgária:
- Simeão II e Margarita da Bulgária
  - Kyrill, Príncipe de Preslav e Maria do Rosário, Princesa de Preslav

Grécia:
- Constantino II e Ana Maria da Grécia
  - Princesa Alexia, Sra. Morales e Carlos Morales
  - Príncipe Nicolau da Grécia e Dinamarca
  - Príncipe Filipe da Grécia e da Dinamarca

Iugoslávia:
- Alexandre, Príncipe Herdeiro da Iugoslávia e Catarina, Princesa Herdeira da Iugoslávia

Romênia:
- Margarida, Princesa Herdeira da Romênia e Radu da Romênia

### Aristocracia
- Condessa Marianne Bernadotte e Wisborg
- Conde Michael e Condessa Christine Bernadotte af Wisborg
- Condessa Kajsa Bernadotte af Wisborg
- Conde Carl Johan e Condessa Gunnila Bernadotte af Wisborg
- Condessa Bettina Bernadotte af Wisborg e o Diplomata Philipp Haug
- Conde Bjorn e Condessa Sandra Bernadotte af Wisborg
- Madeleine Kogevinas
- Conde Bertil e Condessa Jill Bernadotte af Wisborg
- Dagmar von Arbin

### Chefes de Estado Republicanos
- S.E. A Presidente da República da Finlândia Tarja Halonen e o seu marido Dr. Pentti Arajärvi
- S.E. O Presidente da Islândia Ólafur Ragnar Grímsson e a sua esposa Dorrit Mousieff

## Títulos de Daniel Westling

Monograma duplo dos príncipes Vitória e Daniel da Suécia

A Suécia só praticou primogenitura absoluta cognática por lei até 1980. Isto significa que a Princesa Vitória, Princesa Herdeira da Suécia é a primeira herdeira aparente na atual linha de sucessão ao trono sueco e assim o Daniel Westling tornou-se o primeiro homem do povo a obter um novo título ou classificação como cônjuge de uma princesa sueca e futura rainha reinante da Suécia. Todos os príncipes anteriores tem nascido na realeza e tem pais de origem sueca ou foram duques estrangeiros que tinham casado com princesas suecas. Como resultado, levantaram-se questões sobre como Daniel Westling seria conhecido após o casamento.
O Palácio Real de Estocolmo anunciou pela primeira vez em 20 de Fevereiro de 2009, que após o seu casamento com a Princesa Vitória, Princesa Herdeira da Suécia e Duquesa da Gotalândia Ocidental que, Daniel Westling receberá os títulos de "Príncipe Daniel da Suécia" e de "Duque da Gotalândia Ocidental". Foi ainda anunciado em maio de 2010, pela corte real sueca, que Daniel Westling iria receber o tratamento de "Sua Alteza Real" depois do seu casamento com a princesa Vitória da Suécia. Vai, portanto, ser conhecido como "Sua Alteza Real o Príncipe Daniel da Suécia, Duque da Gotalândia Ocidental". A última parte do seu nome corresponde no formulário para o estilo usado por outros príncipes suecos, incluindo o imão caçula da princesa Vitóra, o Príncipe Carlos Filipe, Duque da Varmlândia, ou seja, Príncipe e Duque de determinado de algum lugar. A novidade aqui é que Daniel Westling estaria usando o seu título ducal, algo novo para os homens na Suécia.
A Suécia descontinuado no século XVII, a concessão das províncias como territórios territoriais para os príncipes reais que, como duques, eles tinham governado. Desde então, estes ducados provinciais existem na família real apenas nominalmente, mas cada Príncipe ou princesa tradicionalmente mantém uma conexão pública especial para com o seu ducado. Os filhos dos reis suecos mantiveram o título principesco como um rank de nobreza (por exemplo, Fredrik Vilhelm, Furste av Hessenstein), como um título de cortesia de uma ex-dinasta (exemplo: príncipe Oscar Bernadotte, Conde de Wisborg) e, mais frequentemente, como um membro da família real sueca (por exemplo, SAR o Príncipe Bertil, Duque da Halândia).

## Ver Também
- Vitória, Princesa Herdeira da Suécia
- Daniel, Duque da Gotalândia Ocidental

## Ligações Externas
- Página Oficial da Família real sueca
- Casamento de Victória e Daniel da Suécia no Blog das Monarquias